# Jedinstvo (Zvjezdana vrata)
Jedinstvo su izmišljena bića iz znanstveno fantastične američke serije Zvjezdana vrata SG-1. Oni su inteligentna kristalna bića nastanjena na planetu označenom kao P3X-562, koji je prekriven sjajno žutim pješčanim dinama. Jedinstvo je bilo skoro uništeno od strane Goa'ulda. Kristali jedinstva su sposobni napraviti duplikat bilo kojeg živog bića koje dotaknu. 

## Prvo pojavljivanje
Prvi put se pojavljuju u epizodi Mrtvi Lazar u prvoj sezoni. Kada su članovi SG-1 tima stigli na njihov planet Jack O'Neill dotaknuo je jedan od kristala i pao u nesvijest, dok je njegov duplikat otišao na Zemlju. S obzirom na to da duplikat nije imao zle namjere sam O'Neill mu je pomogao da se vrati na Zemlju. Kristali ne mogu dugo preživjeti u zemaljskoj atmosferi i njenom magnetskom polju.